# Clear Lake (Californië)
Clear Lake is een meer in de Amerikaanse staat Californië. Het ligt in Lake County. Het wordt gevoed door verschillende kleine waterlopen en plaatselijke bronnen. De enige uitloop is Cache Creek, een zijrivier van de Sacramento. Een kleine stuwdam uit 1914 stabiliseert het volume van het meer. Het debiet van Cache Creek hangt echter vooral af van de smalle arm, ten zuidoosten van de rest van het meer, waarin de dam staat.

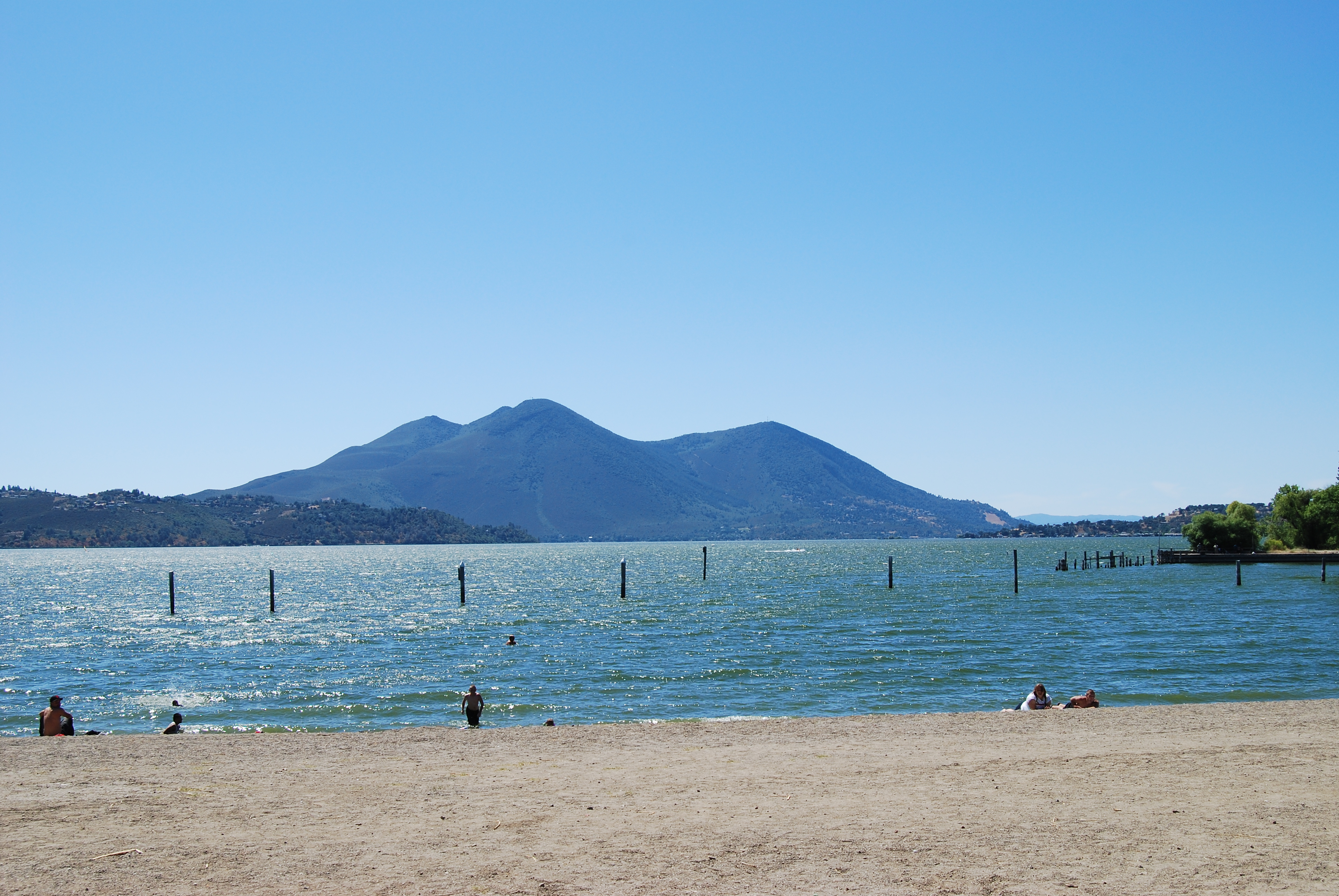
Clear Lake en Mount Konocti

Clear Lake heeft een oppervlakte van 180 km², een gemiddelde diepte van 8,2 meter en een maximale diepte van 18 meter. Clear Lake is qua oppervlakte het grootste natuurlijke meer dat volledig in Californië ligt; Lake Tahoe ligt namelijk op de grens met Nevada en de Salton Sea is geen natuurlijk meer.
Plaatsen langs het meer zijn Clearlake, Clearlake Oaks, Glenhaven, Lakeport, Lower Lake, Lucerne, Nice, Kelseyville en Upper Lake. Het grote merendeel van de 65.000 inwoners van Lake County woont langs de oevers van Clear Lake.